# Edgar Christoffel
Edgar Christoffel (geb. 1929 in Ürzig; gest. 2001) war ein deutscher Lehrer und Autor sowie Träger des
Verdienstordens des Landes Rheinland-Pfalz.
Er war von 1964 bis 1992 Schulleiter in Zerf/Hunsrück und Autor zahlreicher Bücher und Aufsätze.

## Werke (Auswahl)
- Die Stadt Trier und das Trierer Land, Trier 1999, ISBN 3-87760-161-8
- Die Geschichte einer Dorfschule im Trierer Land, Zerf 1989
- Der Hochwaldort Zerf am Fuße des Hunsrücks, Saarburg 1981
- Die Geschichte des Landkreises Trier-Saarburg von den Anfängen bis zur Gegenwart 1815–1992, Trier 1993, ISBN 978-3889150356